# Rigny-Ussé
Rigny-Ussé és un municipi francès, situat al departament de l'Indre i Loira i a la regió de Centre – Vall del Loira. L'any 2007 tenia 511 habitants.

## Demografia

### Població
El 2007 la població de fet de Rigny-Ussé era de 511 persones. Hi havia 217 famílies, de les quals 66 eren unipersonals (23 homes vivint sols i 43 dones vivint soles), 77 parelles sense fills, 66 parelles amb fills i 8 famílies monoparentals amb fills.
La població ha evolucionat segons el següent gràfic:
Habitants censats

### Habitatges
El 2007 hi havia 318 habitatges, 224 eren l'habitatge principal de la família, 48 eren segones residències i 46 estaven desocupats. 304 eren cases i 14 eren apartaments. Dels 224 habitatges principals, 170 estaven ocupats pels seus propietaris, 46 estaven llogats i ocupats pels llogaters i 7 estaven cedits a títol gratuït; 1 tenia una cambra, 21 en tenien dues, 50 en tenien tres, 48 en tenien quatre i 103 en tenien cinc o més. 161 habitatges disposaven pel capbaix d'una plaça de pàrquing. A 92 habitatges hi havia un automòbil i a 107 n'hi havia dos o més.

### Piràmide de població
La piràmide de població per edats i sexe el 2009 era:
| Homes | Edats   | Dones |
| ----- | ------- | ----- |
| 0     | 95 o +  | 0     |
| 8     | 90 a 94 | 8     |
| 0     | 85 a 89 | 8     |
| 4     | 80 a 84 | 0     |
| 12    | 75 a 79 | 20    |
| 12    | 70 a 74 | 16    |
| 12    | 65 a 69 | 8     |
| 16    | 60 a 64 | 12    |
| 20    | 55 a 59 | 0     |
| 24    | 50 a 54 | 28    |
| 16    | 45 a 49 | 16    |
| 20    | 40 a 44 | 20    |
| 20    | 35 a 39 | 24    |
| 16    | 30 a 34 | 20    |
| 16    | 25 a 29 | 8     |
| 4     | 20 a 24 | 0     |
| 20    | 15 a 19 | 8     |
| 16    | 10 a 14 | 12    |
| 20    | 5 a 9   | 16    |
| 20    | 0 a 4   | 0     |

## Economia
El 2007 la població en edat de treballar era de 306 persones, 209 eren actives i 97 eren inactives. De les 209 persones actives 183 estaven ocupades (96 homes i 87 dones) i 26 estaven aturades (12 homes i 14 dones). De les 97 persones inactives 47 estaven jubilades, 21 estaven estudiant i 29 estaven classificades com a «altres inactius».

### Ingressos
El 2009 a Rigny-Ussé hi havia 205 unitats fiscals que integraven 451 persones, la mediana anual d'ingressos fiscals per persona era de 16.396 €.

### Activitats econòmiques
Dels 17 establiments que hi havia el 2007, 1 era d'una empresa de fabricació d'altres productes industrials, 2 d'empreses de construcció, 6 d'empreses de comerç i reparació d'automòbils, 1 d'una empresa de transport, 2 d'empreses d'hostatgeria i restauració, 2 d'empreses de serveis, 1 d'una entitat de l'administració pública i 2 d'empreses classificades com a «altres activitats de serveis».
Dels 3 establiments de servei als particulars que hi havia el 2009, 1 era un paleta, 1 guixaire pintor i 1 restaurant.
L'únic establiment comercial que hi havia el 2009 era una botiga de menys de 120 m².
L'any 2000 a Rigny-Ussé hi havia 16 explotacions agrícoles que ocupaven un total de 300 hectàrees.

## Equipaments sanitaris i escolars
El 2009 hi havia una escola elemental integrada dins d'un grup escolar amb les comunes properes formant una escola dispersa.

## Poblacions més properes
El següent diagrama mostra les poblacions més properes.